# Lista hrabstw w stanie Nowy Meksyk
Lista 33 hrabstw w stanie Mowym Meksyku, w Stanach Zjednoczonych. 
| Nazwa      | kod FIPS | Siedziba              | Powierzchnia całkowita (km²) | Data powstania | Położenie na mapie |
| ---------- | -------- | --------------------- | ---------------------------- | -------------- | ------------------ |
| Bernalillo | 35001    | Albuquerque           | 3028                         | 1852           |                    |
| Catron     | 35003    | Reserve               | 17 946                       | 1921           |                    |
| Chaves     | 35005    | Roswell               | 15,734                       | 1889           |                    |
| Cibola     | 35006    | Grants                | 11,764                       | 1981           |                    |
| Colfax     | 35007    | Raton                 | 9,759                        | 1869           |                    |
| Curry      | 35009    | Clovis                | 9,759                        | 1909           |                    |
| De Baca    | 35011    | Fort Sumner           | 6,045                        | 1917           |                    |
| Doña Ana   | 35013    | Las Cruces            | 9,881                        | 1852           |                    |
| Eddy       | 35015    | Carlsbad              | 10,873                       | 1887           |                    |
| Grant      | 35017    | Silver City           | 10,277                       | 1868           |                    |
| Guadalupe  | 35019    | Santa Rosa            | 7,853                        | 1891           |                    |
| Harding    | 35021    | Mosquero              | 5,506                        | 1921           |                    |
| Hidalgo    | 35023    | Lordsburg             | 8,925                        | 1920           |                    |
| Lea        | 35025    | Lovington             | 11,830                       | 1917           |                    |
| Lincoln    | 35027    | Carrizozo             | 12,512                       | 1869           |                    |
| Los Alamos | 35028    | Los Alamos            | 282                          | 1949           |                    |
| Luna       | 35029    | Deming                | 7,679                        | 1901           |                    |
| McKinley   | 35031    | Gallup                | 14,128                       | 1899           |                    |
| Mora       | 35033    | Mora                  | 5,006                        | 1859           |                    |
| Otero      | 35035    | Alamogordo            | 17,164                       | 1899           |                    |
| Quay       | 35037    | Tucumcari             | 7,464                        | 1903           |                    |
| Rio Arriba | 35039    | Tierra Amarilla       | 15,271                       | 1852           |                    |
| Roosevelt  | 35041    | Portales              | 6,358                        | 1903           |                    |
| Sandoval   | 35043    | Bernalillo            | 9,619                        | 1903           |                    |
| San Juan   | 35045    | Aztec                 | 14,343                       | 1887           |                    |
| San Miguel | 35047    | Las Vegas             | 12,266                       | 1852           |                    |
| Santa Fe   | 35049    | Santa Fe              | 4,949                        | 1852           |                    |
| Sierra     | 35051    | Truth or Consequences | 10,971                       | 1884           |                    |
| Socorro    | 35053    | Socorro               | 17,221                       | 1852           |                    |
| Taos       | 35055    | Taos                  | 5,711                        | 1852           |                    |
| Torrance   | 35057    | Estancia              | 8,666                        | 1903           |                    |
| Union      | 35059    | Clayton               | 9,922                        | 1903           |                    |
| Valencia   | 35061    | Los Lunas             | 2,766                        | 1852           |                    |